# میکله ویتالی
میکله ویتالی (ایتالیایی: Michele Vitali؛ زادهٔ ۳۱ اکتبر ۱۹۹۱) بازیکن بسکتبال اهل ایتالیا است.
وی در مسابقات کشوری و بین‌المللی در مجموع برندهٔ ۱ مدال نقره شده‌است.